# Чухломино
Чухломино — деревня в Ирбейском районе Красноярского края. Административный центр Чухломинского сельсовета. До 1989 года деревня входила в Тумаковский сельсовет.

## География
Деревня находится в юго-восточной части края, в лесостепной зоне, при автодороге 04Н-421, на расстоянии приблизительно 15 километров (по прямой) к северу от Ирбейского, административного центра района. Абсолютная высота — 386 метров над уровнем моря.
Климат
Климат характеризуется как резко континентальный, с продолжительной морозной зимой и коротким тёплым летом. Средняя температура воздуха самого тёплого месяца (июля) составляет 18,3 °C (абсолютный максимум — 38 °C); самого холодного (января) — −21,1 °C (абсолютный минимум — −60 °C). Продолжительность безморозного периода составляет в среднем 90 дней. Среднегодовое количество атмосферных осадков составляет 484 мм, из которых 367 мм выпадает в период с апреля по октябрь. Снежный покров держится в течение 170 дней.

## История
Основана в 1889 году. По данным 1926 года в заимке Чухломина имелось 5 хозяйств и проживало 27 человек (14 мужчин и 13 женщин). В национальном составе населения того периода преобладали русские. В административном отношении входила в состав Приреченского сельсовета Ирбейского района Канского округа Сибирского края.

## Население
| 2010 |
| ---- |
| 446  |

Половой состав
По данным Всероссийской переписи населения 2010 года в гендерной структуре населения мужчины составляли 47,8 %, женщины — соответственно 52,2 %.
Национальный состав
Согласно результатам переписи 2002 года, в национальной структуре населения русские составляли 68 % из 439 чел., немцы — 29 %.